# Матяшівська волость
Матяшівська волость — історична адміністративно-територіальна одиниця Лубенського повіту Полтавської губернії з центром у селі Матяшівка.
Станом на 1885 рік складалася з 24 поселень, 10 сільських громад. Населення — 3016 осіб (3695 чоловічої статі та 3923 — жіночої), 443 дворових господарства.
|                     | Площа, десятин | У тому числі орної, дес. |
| ------------------- | -------------- | ------------------------ |
| Сільських громад    | 2666           | 2491                     |
| Приватної власності | 7475           | 3967                     |
| Іншої власності     | 52             | 51                       |
| Загалом             | 10193          | 6509                     |

Основне поселення волості:
- Матяшівка — колишнє власницьке село за 14 версти від повітового міста, 280 осіб, 44 дворових господарств, православна церква, постоялий будинок, 2 вітряних млини.

Ліквідована наприкінці XIX століття.